# Crossostomus fasciatus
Crossostomus fasciatus är en fiskart som först beskrevs av Lönnberg, 1905.  Crossostomus fasciatus ingår i släktet Crossostomus och familjen tånglakefiskar. Inga underarter finns listade i Catalogue of Life.